# Caserne des pompiers de Senta
La caserne des pompiers de Senta (en serbe cyrillique : Ватрогасна касарна у Сенти ; en serbe latin : Vatrogasna kasarna u Senti) est située à Senta, dans la province de Voïvodine et dans le district du Banat septentrional, en Serbie. Elle est inscrite sur la liste des monuments culturels de grande importance de la république de Serbie (identifiant no SK 1231).

## Présentation

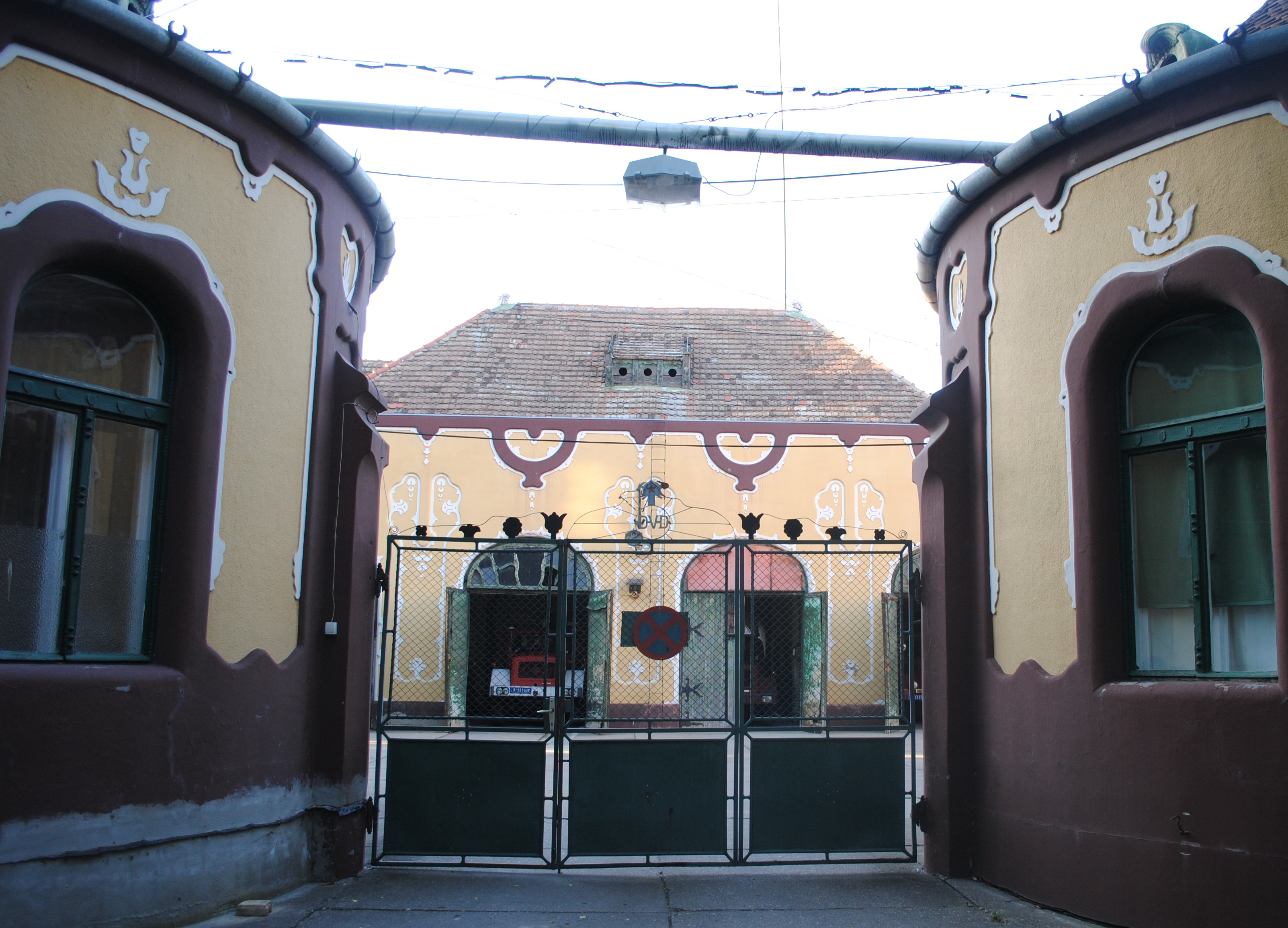
Vue d'ensemble de la caserne

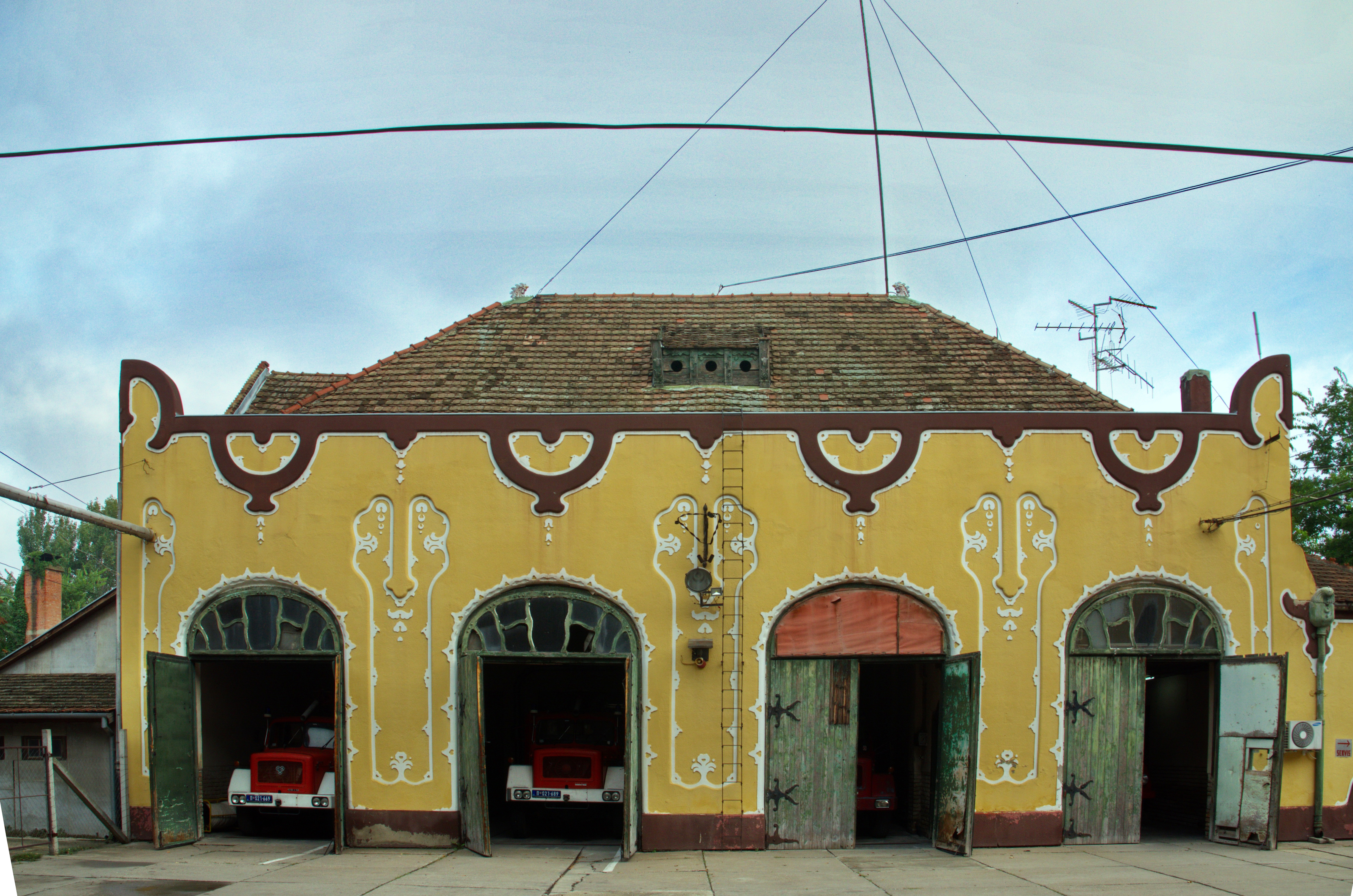
La façade du garage

La caserne des pompiers de Senta a été construite en 1904 sur des plans de l'architecte hongrois Béla Lajta, l'un des disciples les plus talentueux d'Ödön Lechner,. Elle est caractéristique d'un mélange entre l'architecture populaire hongroise et le style de la Sécession hongroise,,.
L'ensemble est constitué de deux pavillons symétriquement disposés de part et d'autre de l'entrée principale et d'un bâtiment situé dans la cour et abritant un garage pour quatre véhicules. Chacun de ces bâtiments, doté d'un simple rez-de-chaussée, est orné de cœurs stylisés et de bandes de plâtre ondoyant autour des fenêtres et des bordures. L'aspect décoratif est renforcé par un jeu sur les couleurs.
Les bâtiments conservent encore aujourd'hui leur fonction de caserne de pompiers et constituent l'une des œuvres les mieux préservées de Béla Lajta.

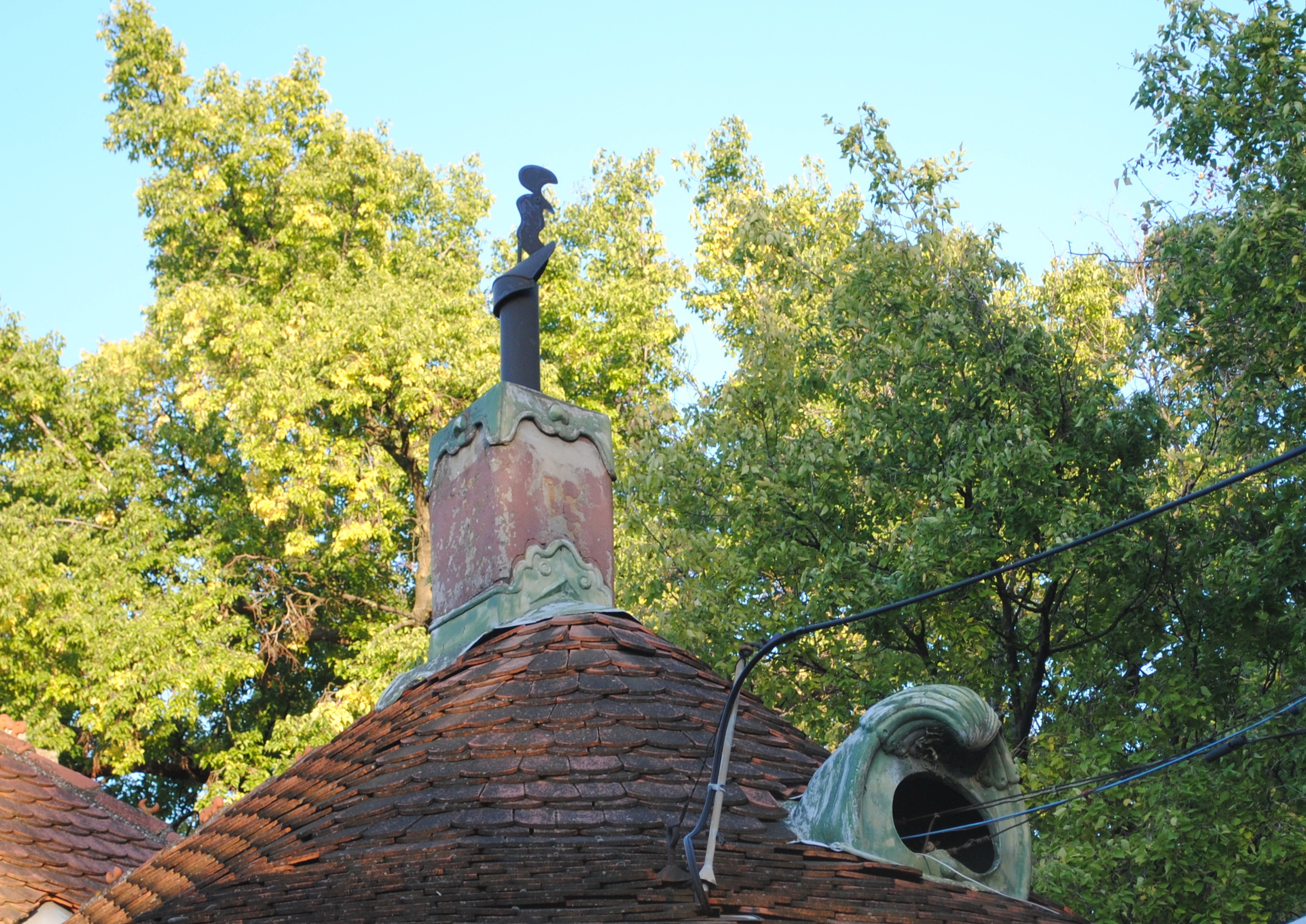
Détail de décoration